# Araneus schrencki
Araneus schrencki är en spindelart som först beskrevs av Grube 1861.  Araneus schrencki ingår i släktet Araneus och familjen hjulspindlar. Inga underarter finns listade i Catalogue of Life.